# Parhippopsis columbiana
Parhippopsis columbiana là một loài bọ cánh cứng trong họ Cerambycidae.